# Сува
Сува (енгл. Suva) је главни град Фиџија. Налази се на југоисточној обали острва Вити Леву, које је највеће острво архипелага Фиџи. Сува се налази на полуострву, али је најближа плажа удаљена 40 km, јер је сва обала зарасла у шуму мангрова. Већи део града је изграђен на подручју где су некад постојале ове шуме. Сува је позната по великој количини падавина.
Према попису становништва из 2017. године, град Сува је имала 93.970 становника, а градско подручје Суве, које укључује њена независна предграђа, имало је 185.913 становника. Комбиновано урбано становништво Суве и градова Лами, Насину и Наусори који се граниче са њом било је око 330.000: преко трећине становништва нације. (Овај урбани комплекс, искључујући Лами, познат је и као коридор Сува-Наусори.)

## Географија

### Клима
Сува има климу тропских прашума, према Кепеновом систему класификације климе. Али због пасата и повремених циклона, то није екваторијална клима. Град прима обилне количине падавина током целе године, без праве сушне сезоне; ниједан месец нема просечну количину падавина испод 60 mm (2 in). Сува у просеку има 3.000 mm (118 inches)  падавина годишње. Њен најсувљи месец, јул, у просеку има 125 mm (4,92 in) падавина. Сува има толико падавина током свих 12 месеци у години да израз „лепо време“ у извештају о времену значи само „не пада киша“. Као и у многим другим градовима са климом у тропским кишним шумама, температуре су релативно константне током целе године, са просечном високом температуром од око 28 °C (82 °F) и просечном најнижом од око 22 °C (72 °F).
Сува има знатно више падавина него Нади или западна страна Вити Левуа (позната становницима Суве као „запаљени запад“). Други гувернер Фиџија, сер Артур Гордон, рекао је да је приметио да никада нигде није видео да киша пада на начин на који пада у Суви и да готово да није било дана без кише. Највише падавина се примећује од новембра до маја, док су у нешто хладнијим месецима од јуна до октобра падавине знатно умереније падавине.
| Клима Суве, Фиџи (1971–2000) | Клима Суве, Фиџи (1971–2000) | Клима Суве, Фиџи (1971–2000) | Клима Суве, Фиџи (1971–2000) | Клима Суве, Фиџи (1971–2000) | Клима Суве, Фиџи (1971–2000) | Клима Суве, Фиџи (1971–2000) | Клима Суве, Фиџи (1971–2000) | Клима Суве, Фиџи (1971–2000) | Клима Суве, Фиџи (1971–2000) | Клима Суве, Фиџи (1971–2000) | Клима Суве, Фиџи (1971–2000) | Клима Суве, Фиџи (1971–2000) | Клима Суве, Фиџи (1971–2000) |
| Показатељ \ Месец            | .Јан.                        | .Феб.                        | .Мар.                        | .Апр.                        | .Мај.                        | .Јун.                        | .Јул.                        | .Авг.                        | .Сеп.                        | .Окт.                        | .Нов.                        | .Дец.                        | .Год.                        |
| ---------------------------- | ---------------------------- | ---------------------------- | ---------------------------- | ---------------------------- | ---------------------------- | ---------------------------- | ---------------------------- | ---------------------------- | ---------------------------- | ---------------------------- | ---------------------------- | ---------------------------- | ---------------------------- |
| Апсолутни максимум, °C (°F)  | 35,0 (95)                    | 36,0 (96,8)                  | 37,0 (98,6)                  | 34,0 (93,2)                  | 34,0 (93,2)                  | 32,0 (89,6)                  | 32,0 (89,6)                  | 32,0 (89,6)                  | 32,0 (89,6)                  | 34,0 (93,2)                  | 34,0 (93,2)                  | 36,0 (96,8)                  | 37,0 (98,6)                  |
| Максимум, °C (°F)            | 30,8 (87,4)                  | 31,2 (88,2)                  | 30,9 (87,6)                  | 29,9 (85,8)                  | 28,5 (83,3)                  | 27,7 (81,9)                  | 26,8 (80,2)                  | 26,7 (80,1)                  | 27,2 (81)                    | 28,2 (82,8)                  | 29,3 (84,7)                  | 30,3 (86,5)                  | 28,9 (84)                    |
| Просек, °C (°F)              | 27,4 (81,3)                  | 27,6 (81,7)                  | 26,4 (79,5)                  | 26,6 (79,9)                  | 25,4 (77,7)                  | 24,6 (76,3)                  | 23,8 (74,8)                  | 23,7 (74,7)                  | 24,1 (75,4)                  | 25,1 (77,2)                  | 26,1 (79)                    | 26,9 (80,4)                  | 25,64 (78,16)                |
| Минимум, °C (°F)             | 23,9 (75)                    | 24,0 (75,2)                  | 23,9 (75)                    | 23,3 (73,9)                  | 22,2 (72)                    | 21,4 (70,5)                  | 20,7 (69,3)                  | 20,7 (69,3)                  | 21,0 (69,8)                  | 21,9 (71,4)                  | 22,8 (73)                    | 23,5 (74,3)                  | 22,4 (72,3)                  |
| Апсолутни минимум, °C (°F)   | 19,0 (66,2)                  | 19,0 (66,2)                  | 19,0 (66,2)                  | 16,0 (60,8)                  | 16,0 (60,8)                  | 14,0 (57,2)                  | 13,0 (55,4)                  | 14,0 (57,2)                  | 14,0 (57,2)                  | 14,0 (57,2)                  | 13,0 (55,4)                  | 17,0 (62,6)                  | 13,0 (55,4)                  |
| Количина кише, mm (in)       | 371 (14,61)                  | 265 (10,43)                  | 374 (14,72)                  | 366 (14,41)                  | 270 (10,63)                  | 163 (6,42)                   | 136 (5,35)                   | 158 (6,22)                   | 177 (6,97)                   | 221 (8,7)                    | 245 (9,65)                   | 277 (10,91)                  | 3,023 (119,02)               |
| Дани са падавинама           | 23                           | 22                           | 24                           | 23                           | 21                           | 18                           | 19                           | 18                           | 17                           | 19                           | 19                           | 22                           | 245                          |
| Извор:                       |                              |                              |                              |                              |                              |                              |                              |                              |                              |                              |                              |                              |                              |

## Становништво
Град је 2007. имао 75.225 становника. Становништво ширег градског подручја се процењује на 170.000. Две главне етничке групе у Суви су домороци Фиџија и Индијци. У мањем броју су заступљени Кинези и Европљани. Енглески језик је највише у употреби, поред фиџијанског и хиндустанског.

## Историја
Године 1868, када је Сува још увек била мало село, поглавица Бауа, Серу Епениса Какобау, доделио је 5.000 km2 (1.900 sq mi) земље Полинезијској компанији са седиштем у Аустралији, у замену за обећање компаније да ће исплатити дугове према Сједињеним Државама. Више од десетине ове копнене површине, 575 km2 (222 sq mi), налазило се у близини Суве. Првобитна намера компаније била је да развије индустрију узгоја памука, али су се земља и клима показали неприкладним.
Године 1874, контрола над острвима Фиџи је уступљена Уједињеном Краљевству. Године 1877, колонијалне власти су одлучиле да престоницу преселе у Суву из Левуке, Овалау, Ломајвити, јер је локација Левуке између стрме планине и мора чинила било какво ширење града непрактичним. Пуковник Ф. Е. Прат из Краљевских инжењера именован је за генералног геодета 1875. и пројектовао је нову престоницу у Суви, уз помоћ В. Стивенса и пуковника Р. В. Стјуарта. Прелазак у Суву је озваничен 1882. године.
Године 1910, Сува је добила статус општине, према Уредби о уставу општине из 1909. Њена површина је остала једна квадратна миља све до 1952. када је Сува припојила области Муаникау и Самабула, проширивши своју територију на 13 km2 (5,0 sq mi). У октобру те године, Сува је званично проглашена за град – први на Фиџију. Сува је касније припојила Тамавуу. Недавно је Сува додатно проширила своје границе укључивањем области Канингам на њену северну ивицу. Од тада, урбано ширење довело је до раста бројних предграђа која остају ван граница града. Заједно са градом, она чине метрополитанско подручје познато као шира Сува.
Сува је била домаћин Игара Јужног Пацифика 2003. године по трећи пут у 40-годишњој историји овог догађаја. У припреми за одржавање догађаја, влада Фиџија је, уз помоћ пакета помоћи од 16 милиона долара из Народне Републике Кине, финансирала изградњу нове гимнастичке сале, затвореног спортског центра, базена, стадиона, терена за хокеј на трави и трибина у околини Суве.

## Партнерски градови
Сува је побратимљена са:
- Бејхај, Кина
- Брајтон, Аустралија
- Гуангдунг, Кина
- Франкстон, Аустралија
- Порт Моресби, Папуа Нова Гвинеја
- Шаосинг, Кина
- Јонгсан, Сеул, Јужна Кореја
- Вирак, Филипини

## Галерија
- Пословна четврт
- Шеталиште уз канал